# Henri Castelli
Henri Castelli, właściwie Henri Lincoln Fontana Fernandes (ur. 10 lutego 1978 w São Bernardo do Campo) – brazylijski aktor telewizyjny i model, znany z występu w telenowelach.

## Życiorys
Urodził się w São Bernardo do Campo, w São Paulo. Ma młodszą o siedemnaście lat siostrę Biancę (ur. 1995). 
Po raz pierwszy pojawił się na małym ekranie w 1998 roku w telefilmie Huragan Hilda (Hilda Furacão) z Rodrigo Santoro. Wkrótce pojawił się w licznych telenowelach, w tym Esplendor (2000), Celebridade (2004) i Belíssima (2005). 
Miał dużą przerwę, zanim zabłysnął w roli Jorge Junqueira w wielokrotnie nagradzanym serialu Como uma Onda (2004). Oprócz jego telewizyjnych ról można zobaczyć go na stronach licznych czasopism reklamujących różne produkty i ubrania w Brazylii, a także na dużych pokazach mody. 
10 grudnia 2005 poślubił modelkę Isabeli Fontanę, z którą ma syna Lucasa (ur. 23 października 2006 roku w São Paulo). Fontanna i Castelli żyli w separacji i 2007 rozwiedli się. W latach 2008–2012 był związany z modelką Fernandą Vasconcellos. Z nieformalnego związku z dziennikarką Julianą DeSpirito ma córkę Marię Eduardę (ur. 11 stycznia 2014 w São Paulo).

## Filmografia

### Filmy TV
- 1998: Huragan Hilda (Hilda Furacão)

### Seriale TV
- 1995: Malhação jako Pedro Rodrigues
- 1998: Grzeszna stolica (Pecado Capital) jako Lobato
- 2000: Esplendor jako Dino
- 2001: Anioł spadł z nieba (Um Anjo Caiu do Céu) jako Breno
- 2001: Córki matki (As Filhas da Mãe) jako Pércio
- 2002: O Quinto dos Infernos jako Chico
- 2002–2003: Malhação jako Pedro Rodrigues
- 2004: Celebridade jako Hugo
- 2004: Como uma Onda jako JJ (Jorge Junqueira)
- 2005: Belíssima jako Pedro Assunção
- 2006: Bang Bang jako Jangy
- 2006: Cobras & Lagartos jako Estevão
- 2008: Casos e Acasos jako Sérginho / Marlon / Marcelo
- 2008: Faça Sua História jako Pedrão (odc. O Noivo Sumiu)
- 2009: Caras & Bocas jako Vicente Foster
- 2010: Na Forma da Lei jako Edgar Mourão
- 2011: Araguaia jako Rudy
- 2011: O Astro jako Felipe Cerqueira
- 2012: Acampamento de Férias 3 jakoSimão
- 2012: Gabriela jako Rômulo Vieira
- 2013: Flor do Caribe jako Cassiano Soares
- 2015: I Love Paraisópolis jako Gabriel Brenner (Gabo)

### Programy TV
- 1999: Ty rozstrzygniesz (Você Decide)